# Nowela
Nowela (wł. novella – nowość) – krótki utwór literacki, pisany prozą, charakteryzujący się jednowątkową fabułą wyraźnie zarysowaną i skondensowaną akcją główną, mocno udramatyzowaną, która zmierza do punktu kulminacyjnego (puenty). Jest to jedna z odmian epiki.

## Historia
Nowela wyodrębniła się z opowiadania o konstrukcji dramatycznej; jej początków upatruje się w literaturze grecko-rzymskiej (tzw. nowela antyczna; m.in. dzieła Herodota czy Milesiaka Arystydy z Miletu), a także w baśniach bliskowschodnich (Baśnie tysiąca i jednej nocy). W literaturze średniowiecznej prekursorem dzisiejszych nowel były m.in. opowieści rycerskie i hagiograficzne (m.in. anekdoty, exempla, fabliaux, facecje), a ogólniej, szeroko pojęte opowiadanie. Znaczące utwory tutaj to wloskie Il Novellino z XIII wieku i angielskie Opowieści kanterberyjskie Geoffreya Chaucera z XIV wieku. Klasyczny model noweli nowożytnej ukształtował się we Włoszech w okresie renesansu (Matteo Bandello, Anton Francesco Grazzini, Giambattista Giraldi Cinzio, Giovanni Francesco Straparola, Agnolo Giovanni Firenzuola, Masuccio Salernitano), a jego najdoskonalszym przedstawicielem był Giovanni Boccaccio – autor Dekameronu. Wtedy też pojawił się sam termin „nowela”, który etymologicznie związany jest z Kodeksem Justyniana i pojęciem nowelizacji.
Do nieco późniejszej klasyki nowelistyki europejskiej z tego okresu zaliczają się utwory nowelistów hiszpańskich, zwłaszcza Nowele przykładne Miguela de Cervantesa. Gatunek noweli stał się bardzo popularny w Europie w XIX wieku, bardzo duże znaczenie miał tu Amerykanin Edgar Allan Poe. Popularne były zwłaszcza utwory pisarzy niemieckich (m.in. Achim von Arnim, Ludwig Tieck, Joseph von Eichendorff, Clemens Brentano, E.T.A. Hoffmann), francuskich (Prosper Mérimée, Stendhal, Alphonse Daudet, Guy de Maupassant) i rosyjskich (Aleksandr Puszkin, Nikołaj Gogol, Nikołaj Leskow, Iwan Turgieniew, Lew Tołstoj, Anton Czechow). 
W XX wieku popularne stały się utwory zacierające gatunkowo granicę między nowelą a opowiadaniem, i wykorzystujące lub nawiązujące do elementów gatunków takich jak esej i reportaż, a także film. Według Janusza Sławińskiego, „w prozie XX-wiecznej luźne [opowiadanie] wyparło niemal całkowicie poddaną tradycyjnym rygorom konstrukcyjnym nowelę”.

### W Polsce
Według Teresy Cieślikowskiej w Polsce termin nowela w XIX wieku zastąpił do tego czasu używany niekiedy rodzimy termin nowina, aczkolwiek według Teresy Michałowskiej historycznym polskim odpowiednikiem terminu nowela była historia.
Nowele pojawiły się w Polsce wraz z tłumaczeniami z języków obcych (m.in. włoskich), które inspirowały polskich pisarzy; pierwszą polską nowelą była prawdopodobnie anonimowa "Historyja znamienita o Gryzelli" (c. 1550 w krakowskiej oﬁcynie Heleny Unglerowej), inspirowaną opowieścią o Gryzeldzie (a specyficznie, jej wersją z Dekameronu Boccaccia); uważana za pierwszą drukowaną nowelę w języku polskim, i pozycję, która dała początek t.zw. noweli staropolskiej. Utwory zaliczane do nowel staropolskich tworzyli m.in. Łukasz Górnicki (fragmenty Dworzanina polskiego), Jan Kochanowski ("Wzór pań mężnych"), Marcin Kromer ("Historyja prawdziwa..."), Bartłomiej Paprocki ("Historia barzo piekna i zalosna o Ekwanusie Krolu Skockim") i Bieniasz Budny ("Historyja krotofilna o kupcu...").
Pozytywizm był okresem największego rozwoju nowelistyki polskiej. Do znaczących polskich klasyków nowel i ich dzieł zalicza się m.in.: 
- Marię Konopnicką: Dym[9], Nasza szkapa[9], Miłosierdzie gminy, Mendel Gdański
- Bolesława Prusa: Kamizelka[9], Katarynka[9], Z legend dawnego Egiptu, Antek
- Henryka Sienkiewicza: Latarnik[9], Janko Muzykant, Z pamiętnika poznańskiego nauczyciela[9], Szkice węglem, Sachem, Jamioł, Za chlebem, Na marne
- Stefana Żeromskiego: Doktor Piotr[9], Siłaczka[9]

## Charakterystyka
Nowela jest utworem krótkim. Są zwykle pisane prozą i zaliczane do odmian epiki.
Fabuła noweli jest zwięzła, zwarta i jednowątkowa, oparta na rozwoju akcji w stosunkowo wąskim przedziale czasowym: pozbawiona epizodów, wątków pobocznych, komentarzy, dygresji, postaci dalszoplanowych, rozbudowanych opisów, oraz szczegółowej charakterystyki postaci. Akcja główna w noweli jest wyraźnie zarysowana, skondensowana (zawiera „wysoki stopień zagęszczenia doniosłych dla bohatera zdarzeń”), mocno udramatyzowana, i poprzez punkty zwrotne zmierza do punktu kulminacyjnego i puenty. Nowele często zawierają motywy dynamiczne. Pozycja narratora jest zwykle wyraźnie zaznaczona, lub przynajmniej zasygnalizowana pośrednio.
Popularne motywy i techniki w noweli to m.in. paralelizm wątków, odwrócenie (inwersja) sytuacji wyjściowej lub innych elementów, np. motywów, kontrast i powtórzenie motywów. Jej treść często dotyczy pewnego zdarzenia, opartego na wyrazistym motywie, z pozoru nieistotnym (np. kamizelka, sokół), ale często nabierającym znaczeń symbolicznych i powiązanych z puentą utworu. Niemiecki pisarz Paul Heyse określił ów motyw mianem „sokoła”. Stworzył on teorię sokoła, opartą na analizie noweli Giovanniego Boccaccia pt. „Sokół” (patrz Dekameron).
Nowele mogą być łączone w cykl nowelistyczny.

## Typologia nowel
Stanisław Sierotwiński wyróżnił (w swoim Słowniku terminów literackich) następujące trzy rodzaje noweli, zwracając uwagę, że zwykle „odmiany tematyczne i kompozycyjne nowel [są] podobne [do] powieści i podobnie nazwane”:
- nowela charakteru – psychologiczna, koncentrująca się na przedstawieniu osobowości bohatera. Przykład: Dobra Pani Orzeszkowej[10];
- nowela filmowa – utwór, który posługuje się technikami sztuki filmowej, dającą charakterystyczną dla tego medium dynamikę i plastyczność. Nowele filmowe nie są scenariuszami, ale mogą być sytuowane na pograniczu literackiej narracji i scenariusza[3][10][6];
- nowela w odcinkach – nowele publikowane w dziennikach i czasopismach[10].

Janusz Sławiński w Słowniku terminów literackich wyróżnił, poza nowelą tradycyjną, m.in. nowele fantastyczne, grozy, sensacyjne, psychologiczne i filmowe. Opisał także pojęcie szkicu nowelistycznego, jako utworu nie całkiem formalnie zbliżonego do wymogów noweli.
Teresa Cieślikowska z kolei wyróżniła postępujące po sobie chronologicznie: nowelę klasyczną (ukształtowaną we Włoszech w okresie renesansu); nowelę romantyczną (popularną zwłaszcza w Niemczech), nowelę realistyczną (okresu pozytywizmu i realizmu, popularną w Polsce, Francji i Rosji). Alicja Szastyńska-Siemion przed tą typologią wymienia termin noweli antycznej.

## Nowela a inne gatunki literackie
Wśród utworów epickich, nowela ma bardzo wysoki stopień ograniczeń konstrukcyjnych, zarówno powieści, jak i opowiadania są bardziej elastycznie formalnie (patrz też: opowiadanie a nowela).
Nowela jest krótsza od powieści i opowieści. Nowele nazywa się niekiedy nieformalnie „krótkimi powieściami”, „mikropowieściami” lub „minipowieściami”.
Nowele są niekiedy uważane za dłuższe od opowiadania, ale także opisywane jako mające podobną długość. Różnice między opowiadaniem a nowelą mniej dotyczą długości a bardziej, sposób konstrukcji.
Konstrukcja fabularna noweli jest podobna do dramatu.